# Chūnyùn

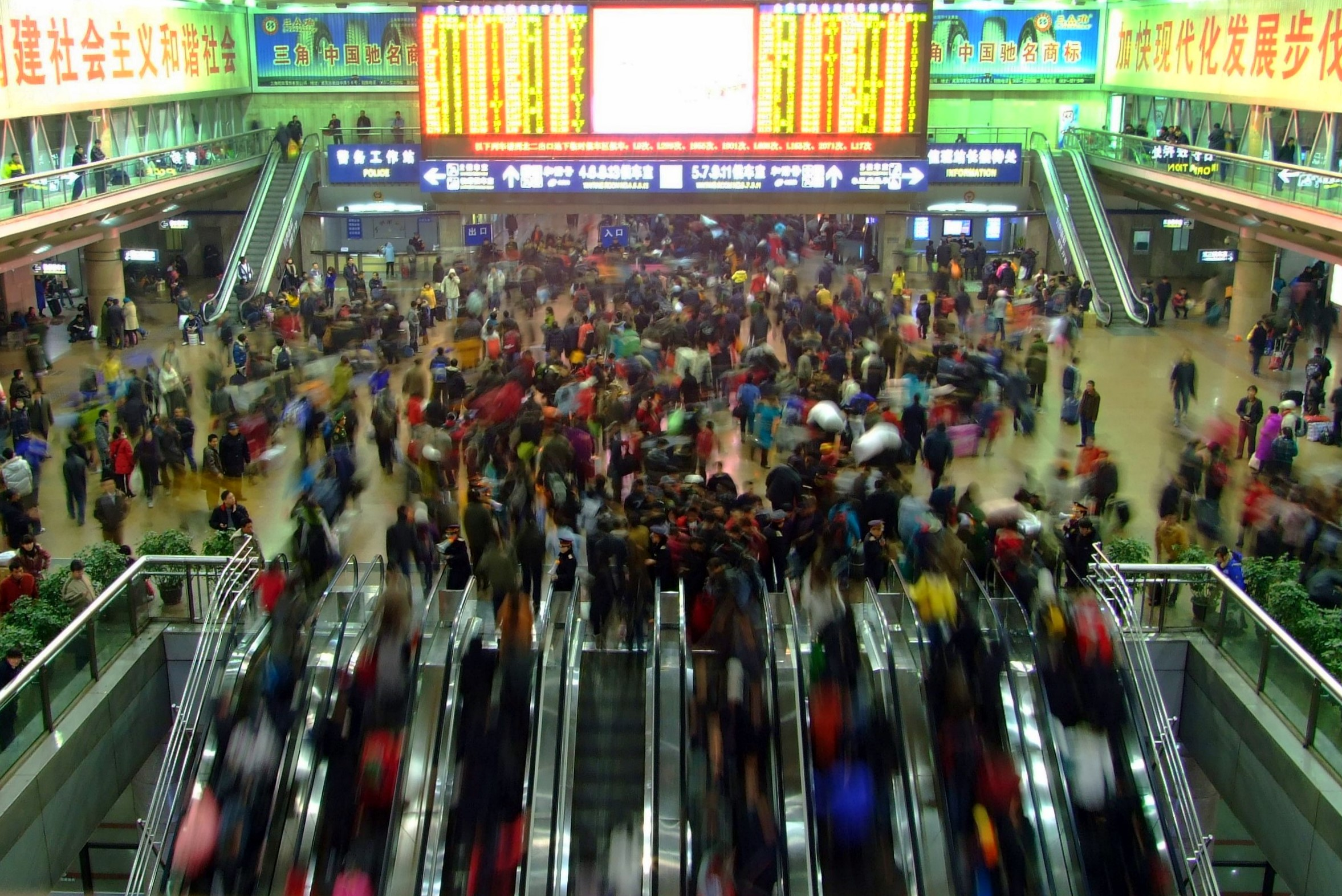
Fotografia presa durant el període Chunyun del 2009 en la Beijing West Railway Station, Xina.

Chūnyùn (en mandarí: 春运, pinyin: Chūnyùn), també denominat la temporada de viatges del festival de primavera o el període Chūnyùn, és un període a la Xina en el qual s'observa un gran tràfic i desplaçament de persones, el mateix coincideix amb l'època de l'Any nou xinès. En general el període comença uns 15 dies abans del dia de l'any nou piga i dura uns 40 dies. L'any 2008 la quantitat de viatges realitzats durant el període Chunyun va ser superior a la població de la Xina, aconseguint una quantitat de més de 2.000 milions de viatges. Ha estat denominat la major migració anual humana del món. El sistema de transport per ferrocarril es veu molt sobrecarregat durant aquest període.